# Palomar de Arroyos
Palomar de Arroyos település Spanyolországban, Teruel tartományban. Palomar de Arroyos Aliaga, Cuevas de Almudén, Escucha, Montalbán, Castel de Cabra és Cañizar del Olivar községekkel határos. Lakosainak száma 160 fő (2024).

## Népesség
A település népessége az utóbbi években az alábbiak szerint változott:
| Lakosok száma | 250  | 227  | 213  | 208  | 189  | 184  | 169  | 168  | 172  | 160  |
|               | 2001 | 2004 | 2007 | 2009 | 2012 | 2014 | 2017 | 2019 | 2022 | 2024 |